# Atjeh-Klasse
Die Atjeh-Klasse war eine Schiffsklasse des späten 19. Jahrhunderts von sechs ungeschützten Kreuzern der Königlich Niederländischen Marine.

## Beschreibung
Die Klasse wurde in der Zeit zwischen 1875 und 1886 auf der Rijkswerf (Reichswerft) in Amsterdam gebaut. Die Schiffe waren 92,1 m lang und 12,5 m breit. Bei einer Verdrängung von 3425 t hatten sie einen Tiefgang von 6,6 m. Der Antrieb erfolgte durch Hilfsbesegelung und durch eine Dampfmaschine, die eine Leistung von 3300 PS (2427 kW) erreichte. Sie wurde an eine Welle mit einer Schraube abgegeben. Die Höchstgeschwindigkeit betrug 14,8 kn (27 km/h). Es konnten 440 bis 580 t Kohle gebunkert werden, was zu einer maximalen Fahrstrecke von 2000 sm bei 10 kn führte. Ihre Bewaffnung bestand aus sechs 170-mm-Kanonen und acht 120-mm-Kanonen.

## Liste der Schiffe

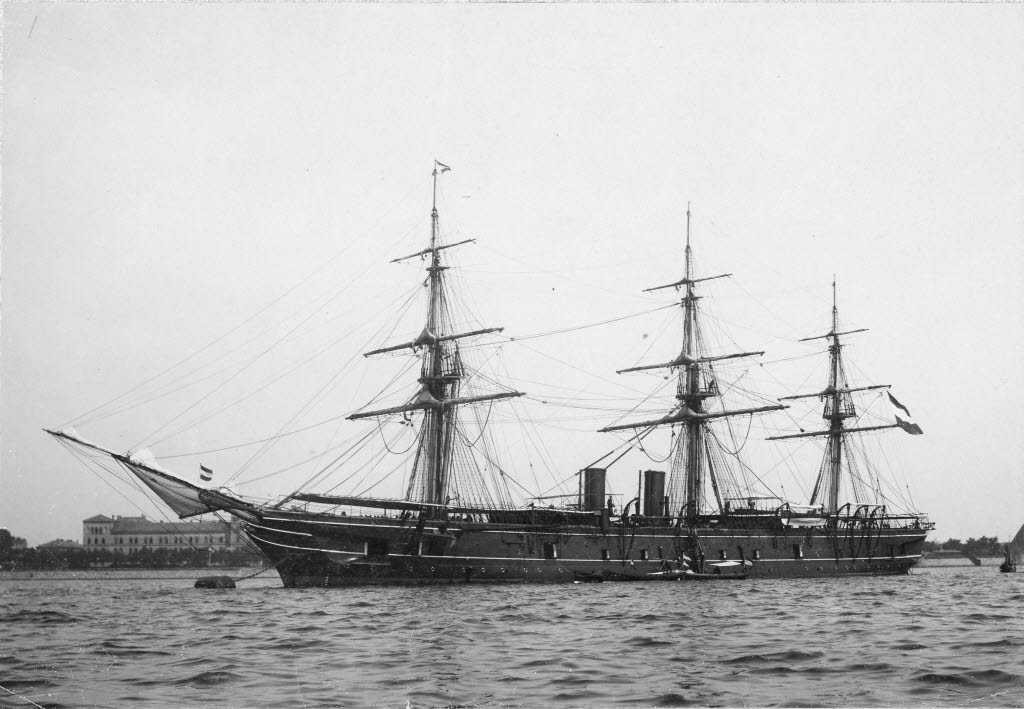
Die Atjeh (1895)
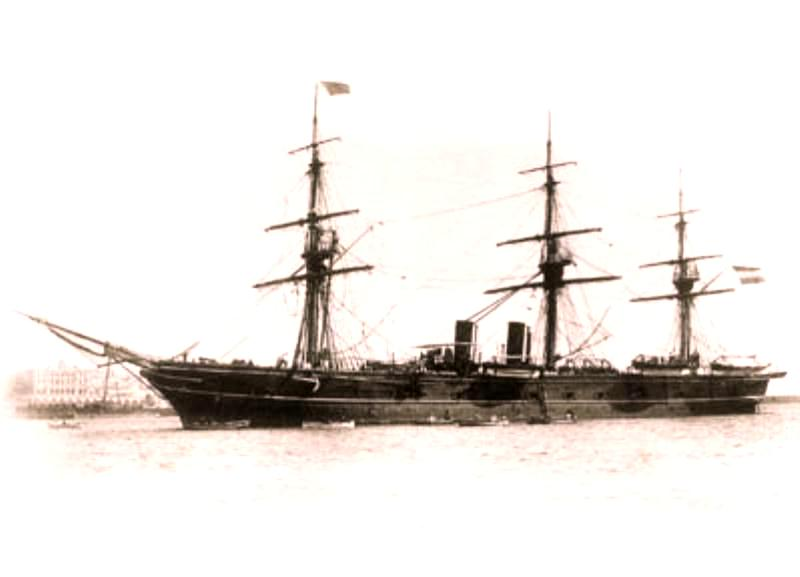
Die Tromp (1900)
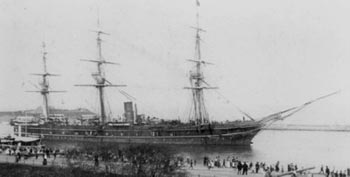
Die De Ruyter
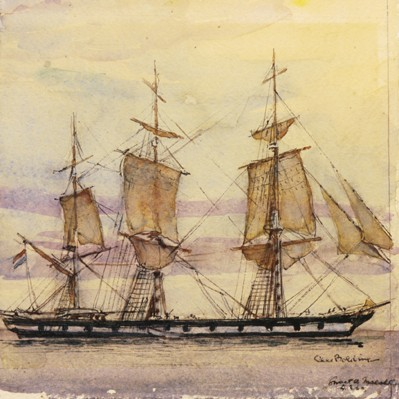
Die Van Speijk (1882)

| Name                          | Bauwerft            | Kiellegung   | Stapellauf       | Indienststellung | Außerdienststellung |
| ----------------------------- | ------------------- | ------------ | ---------------- | ---------------- | ------------------- |
| Atjeh                         | Rijkswerf Amsterdam | 3. März 1875 | 6. Dezember 1876 | 1. November 1877 | 1906                |
| Tromp                         | Rijkswerf Amsterdam | 1875         | 1877             | 1878             | 1904                |
| Koningin Emma der Nederlanden | Rijkswerf Amsterdam | 1876         | 1879             | 1880             | 1900                |
| De Ruyter                     | Rijkswerf Amsterdam | 1879         | 1880             | 1885             | 1899                |
| Van Speijk                    | Rijkswerf Amsterdam | 1880         | 1882             | 1883             | 1897                |
| Johan Willem Friso            | Rijkswerf Amsterdam | 1883         | 1886             | 1887             | 1897                |